# 王星昊
王星昊（2004年2月2日—），中国上海市人，围棋职业九段棋手。他2016年入段，2019年9月升为五段，2021年4月升为六段。

## 国内比赛成绩
王星昊在2019年代表上海建桥学院队首次参加围甲联赛，获得12胜9负的佳绩，荣膺当赛季围甲联赛的最佳新人奖。
他在2019年至2020年的第5届洛阳白云山杯中国围棋棋圣战从预选赛打起，在预选赛、入围赛和资格赛中取得7连胜，进入本赛16强。本赛首轮战胜范蕴若进入8强。
他在2020年第24届第24届中国新人王战本赛中连胜郑载想、徐晶琦、胡子豪、成家业进入决赛。决赛三番棋1：2负于屠晓宇，获得亚军。
2025年4月28日，在第39届同里杯中国围棋天元战三番棋决赛中，挑战者王星昊九段胜在位天元连笑九段，以2比0的总比分挑战成功，首次夺得天元赛冠军，同时成为中国围棋史上第十二位天元头衔获得者。

## 国际比赛成绩
王星昊获2015年第32届世界青少年围棋锦标赛少年组冠军。他还获得2017年第34届世界青少年围棋锦标赛青年组冠军。
2021年6月，王星昊获得第8届GLOBIS杯世界新锐围棋锦标赛冠军。
2021年第7届TWT杯2：1战胜申真谞获得冠军
2025年4月18日，王星昊于第一届“北海新绎杯”世界围棋公开赛上2:0战胜李钦诚，收获其个人首个A类世界冠军。

## 升段记录
- 初段：2016年7月[1][2]。
- 二段：2018年7月[12]。
- 三段：2018年9月[13]。
- 四段：2019年7月[14]。
- 五段：2019年9月[3]。
- 六段：2021年4月[4]。
- 九段： 2023年8月